# Manfred Gläser

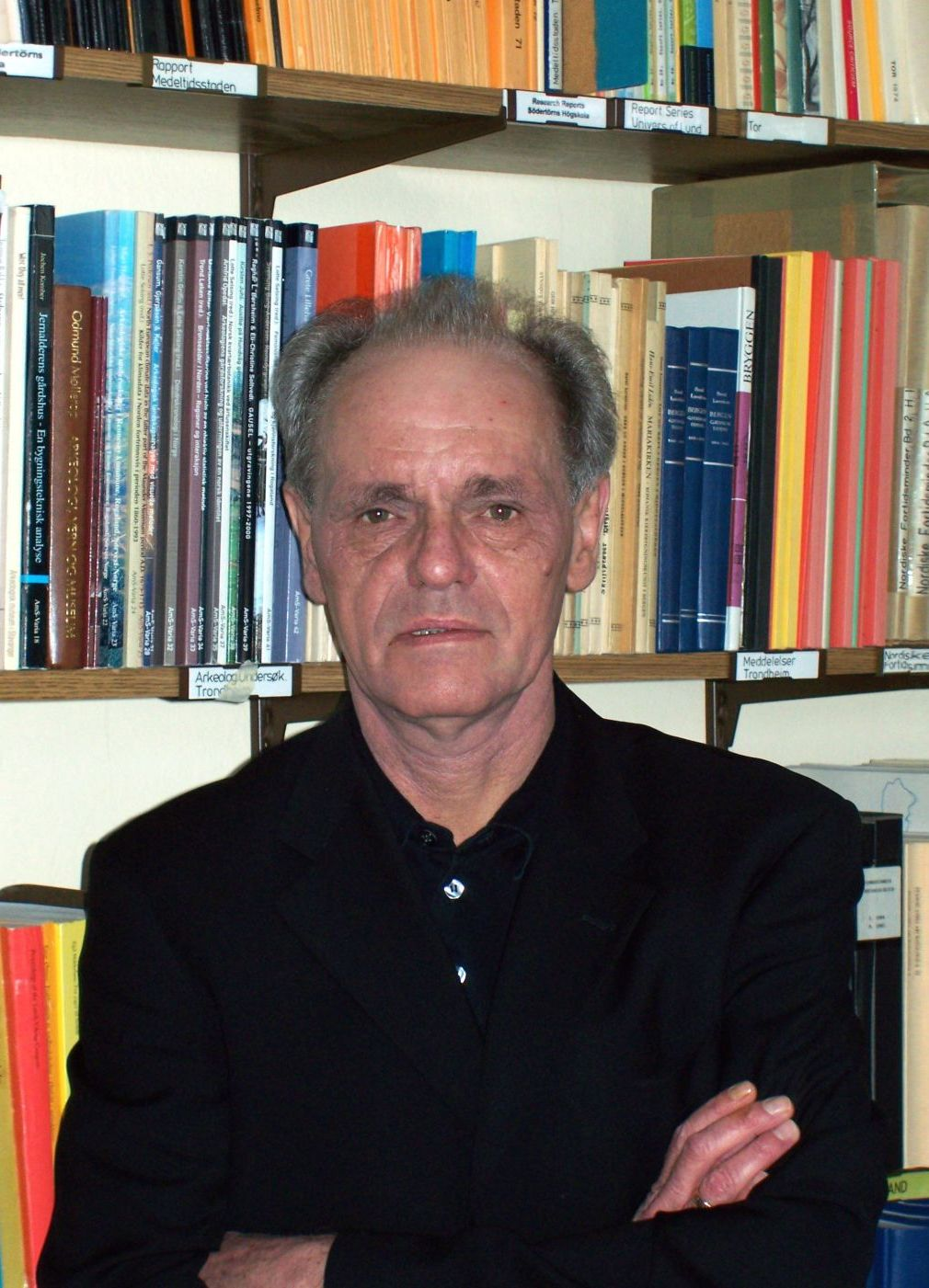
Manfred Gläser, 2007

Manfred W. Gläser-Mührenberg (* 24. Januar 1949 in Sulingen; † 31. Oktober 2024 in Lübeck) war ein deutscher Mittelalterarchäologe und Historiker in der Hansestadt Lübeck. Er war von 1991 bis 1994 Direktor des Kulturhistorischen Museums Rostock, 1994 bis 2016 Leiter des Bereichs Archäologie und Denkmalpflege der Hansestadt Lübeck (bis 2007 Amt für Vor- und Frühgeschichte / Bereich Archäologie).

## Leben
Grundschule und Gymnasium besuchte er 1955 bis 1967 (Abitur) in Bremen. 1967/68 begann er an der Universität Frankfurt ein Studium der Fächer Mathematik, Volkswirtschaft, politische Wissenschaft und Geschichte sowie 1968 bis 1973 die gleiche Fächerkombination an der Universität Hamburg. Ab WS 1973/74 studierte er Geschichte, Alte Geschichte, politische Wissenschaften und Vor- und Frühgeschichte, von 1976 bis 1977 war er Tutor und besuchte Lehrveranstaltungen zur Vor- und Frühgeschichte bei Günter P. Fehring, dem damaligen Leiter des Amtes für Vor- und Frühgeschichte Lübeck. Es begann eine intensive Beschäftigung mit der Slawenmission und der Besiedlung im Elbe-Weser-Dreieck und in Ostholstein nach historischen und archäologischen Quellen.
1978 wurde er mit der Dissertation „Die Slawen in Ostholstein. Studien zur Siedlung, Wirtschaft und Gesellschaft der Wagrier“ bei Gerhard Theuerkauf im Fach Mittlere und Neuere Geschichte der Universität Hamburg zum Dr. phil. promoviert.
1979 bis 1984 war Gläser wissenschaftlicher Angestellter im Amt für Vor- und Frühgeschichte der Hansestadt Lübeck, zunächst als AB-Maßnahme, dann ab 1979 im Sonderforschungsbereich 17, Projekt A6 der Universität Kiel. Anschließend erfolgte die Übernahme der Leitung archäologischer Ausgrabungen in Lübeck und deren wissenschaftliche Auswertung und Publikation sowie die Leitung von Ausgrabungen in Lübeck, u. a. in der Alfstraße 36/38, An der Untertrave und im Johanniskloster.
1984 bis 1991 war er wissenschaftlicher Angestellter im Amt für Vor- und Frühgeschichte der Hansestadt Lübeck im Rahmen eines Förderprojekts der Deutschen Forschungsgemeinschaft zur wissenschaftlichen Auswertung von Grabungen in Lübeck.
1987 hatte Gläser einen Lehrauftrag an der Universität Hamburg. 1989 wirkte er an den wissenschaftlichen Vorbereitung der Ausstellung „Die Hanse – Lebenswirklichkeit und Mythos“ mit.
1991 bis 1994 war Gläser Direktor des Kulturhistorischen Museums der Hansestadt Rostock. Dort beteiligte er sich am Aufbau der Stadtarchäologie, die Hamburger Hanse-Ausstellung wurde übernommen, die Organisation und Durchführung der Tagung des Nordwestdeutschen Verbandes für Altertumsforschung 1992 in Rostock wurden von ihm durchgeführt.
Seit 1994 war Gläser Leiter des Amtes für Vor- und Frühgeschichte (später Bereich Archäologie) der Hansestadt Lübeck. In dem Jahr hatte er Lehraufträge an der Universität Kiel, 2006 erfolgte seine Ernennung zum Honorarprofessor der Philosophischen Fakultät der Universität Kiel. 2007 erfolgte die Zusammenlegung der Bereiche Archäologie und Denkmalpflege unter der Leitung Gläsers, 2014 fand eine Verlängerung seiner Tätigkeit als Bereichsleiter über die Regelarbeitszeit hinaus für zwei Jahre bis Ende April 2016 statt.

## Leistungen
Manfred Gläser öffnete die Archäologie der Hansestadt Lübeck einem breiten Publikum durch Ausstellungen, Führungen, Vorträge, Exkursionen und Events. Seine wissenschaftlichen Forschungen gelten der Siedlungsgeschichte und Alltagskultur Lübecks als ältester deutscher Stadt an der Ostsee sowie dem Verhältnis der einheimischen Slawen und der neuen Siedler im Mittelalter.
1995 begründete er das „Lübecker Kolloquium zur Stadtarchäologie im Hanseraum“, eine international aus ca. 15 Ländern Nordeuropas mit 40–50 Archäologen besetzte Tagungsreihe im Zweijahresrhythmus.
1996 beteiligte sich Gläser an einer Initiative zur Gründung der „Archäologischen Gesellschaft der Hansestadt Lübeck“.
2003 war Gläser Initiator des Ausstellungsprojekts „Dänen in Lübeck“ mit Eröffnung durch die dänische Königin und den deutschen Bundespräsidenten. Das Archäologische Museum der Hansestadt Lübeck im Beichthaus des Burgklosters wurde unter seiner Leitung 2005 eröffnet und bestand bis 2011. In dieser Zeit fanden zahlreiche Sonderausstellungen statt.
Von 2003 bis 2005 und von 2006 bis 2007 führte er Interreg-Projekte gemeinsam mit dänischen Museen mit Ausstellungen und Publikationen zur deutsch-dänischen Geschichte in Ostholstein/Lübeck und auf den süddänischen Inseln durch.
Von 2009 bis 2014 führte er die Großgrabung im Gründungsviertel der Hansestadt Lübeck aus Mitteln der nationalen Förderung von Welterbestätten durch, ab 2014 erfolgte der Beginn der wissenschaftlichen Auswertung dieser Grabung unter seiner Projektleitung.
Er publizierte zahlreiche wissenschaftliche Beiträge zur Archäologie der Hansestadt Lübeck, setzte die Herausgabe der Lübecker Schriften zur Archäologie und Kulturgeschichte fort (bis Bd. 30) und begründete die neuen Publikationsreihen „Ausstellungen zur Archäologie in Lübeck“ (Bd. 1–9) und „Lübecker Kolloquium zur Stadtgeschichte“ (Bd. I bis IX) (siehe „Veröffentlichungen“).
2016, kurz vor Ende seiner Amtszeit, forderte Gläser eine Beteiligung der Lübecker Denkmalpflege an den Erträgen einer künftigen Tourismusabgabe in der Hansestadt Lübeck für Zwecke der Denkmalpflege und des Denkmalschutzes.

## Veröffentlichungen (Auswahl)
- Die Slawen in Ostholstein. Studien zu Siedlung, Wirtschaft und Verfassung der Wagrier. Dissertation Hamburg 1983.
- Archäologische Beiträge zur Datierung der Lübecker Backsteinmauern, in: Archäologisches Korrespondenzblatt 17, 1987, S. 245–252.
- Keramikchronologie des 12. und 13. Jahrhunderts in Lübeck, in: Archäologisches Korrespondenzblatt 17, 1987, S. 387–399.
- Archäologische und baugeschichtliche Untersuchungen im St. Johanniskloster zu Lübeck. Auswertung der Befunde und Funde, in: Lübecker Schriften zur Archäologie und Kulturgeschichte 16, 1989, S. 9–120.
- Untersuchungen auf dem Gelände des ehemaligen Burgklosters zu Lübeck. Ein Beitrag zur Burgenarchäologie. in: Lübecker Schriften zur Archäologie und Kulturgeschichte 22, 1992, S. 65–121.
- Die Funde der Grabungen Alfstraße 36/38 und An der Untertrave 111/112, Niederschlag der Stadtentwicklung Lübecks und seines Hafens im 12. und 13. Jahrhundert, in: Lübecker Schriften zur Archäologie und Kulturgeschichte 18, 1992, S. 187–248.
- Archäologie und Denkmalpflege als Wirtschaftsfaktoren, in: Lübeckische Blätter 174, 2009, S. 321–330.
- Die Ausgrabungen im Gründungsviertel der Hansestadt Lübeck, in: UNESCO-Welterbe in Deutschland und Mitteleuropa. Bilanz und Perspektiven (= ICOMOS. Hefte des Deutschen Nationalkomitees 57), München 2013, S. 153–160.

Quelle: